# Örkelljunga (đô thị)
Đô thị Örkelljunga (tiếng Thụy Điển: Örkelljunga kommun) là một đô thị ở hạt Skåne của Thụy Điển. Thủ phủ là thị xã Örkelljunga. Dân số thời điểm 31 tháng 12 năm 2000 là 9428 người.